# Натічно-крапельні утворення
Натічно-крапельні утворення (рос. натёчно-капельные образования, англ. dripstone deposits, нім. Sinterablagerungen f pl, Tropfsteinablagerungen f pl) – мінеральні відклади різного складу, які утворюються при випадінні з розчину вуглекислого кальцію, кремнезему, оксидів заліза тощо. Мають вигляд сталактитів та сталагмітів, настінних кірок у печерах. Вуглекислі джерела утворюють терасовидні утворення (див. тераса травертинова). В Україні Н-к.у. широко представлені в печерах Криму, Карпат та Поділля. 